# Igor Bergler
Igor Bergler (n. 21 septembrie 1970, Reșița, Caraș-Severin, România) este scriitor, regizor, realizator de televiziune, critic de film, specialist în marketing. Este doctor în Naratologie si in Științe Economice și a fost de-a lungul timpului visiting professor la diverse universități. A scris cele mai vândute romane românesti din ultimii 30 de ani, Biblia pierdută si Testamentul lui Abraham, primele volume din seria Charles Baker. Până acum drepturile pentru Biblia pierdută au fost vândute în peste 30 de țări, fenomen fără precedent pentru o carte scrisă în limba română, iar cartea a depasit in Romania 270.000 de exemplare. Testamentul lui abraham (Litera, 2017), care a depasit 300.000 de exemplare, este cea mai vanduta carte a unui autor roman din istoria postrevolutionara a Romaniei. A urmat 6 POVESTI CU DRACI. 
Toate cele trei volume au luat cel mai important premiu al celui mai mare eveniment editorial din Romania, Targul de carte Gaudeamus. Peste 125.000 de vizitatori au votat de fiecare data cartile lui Igor Bergler drept cartile anilor 2015, 2017 si 2018.
În 2021 a apărut, tot la Editura Litera, al treilea volum din seria Charles Baker, Minciuna lui Michelangelo. Catedrala în flăcări. Acesta a fost continuat, în 2024, de Templul umbrelor. Tot în anul 2024, la editura Bookzone, a publicat un roman care nu are legătură cu seria Charles Baker, Apocalipsa după Charlie.

## Biografie
Igor Bergler s-a născut la Reșița pe 21 septembrie 1970, dar și-a petrecut copilăria și prima tinerețe la Timișoara, unde a absolvit liceul de elită "C. D. Loga". A intrat la Politehnică în 1989, dar revoluția, după cum însuși mărturisește, i-a schimbat viața. A plecat la București, unde a studiat mai întâi Regie de film, apoi Scenaristică și filmologie la ATF (în prezent UNATC), după care a fost admis în urma unui examen la DFFB (Academia de Film și Televiziune din Berlin).
A realizat 12 filme (scurt și mediu metraje) și două lungmetraje, printre care primul film produs vreodată de o televiziune particulară din România, „Gambitul damei” (1995) și ceea ce presa a numit primul thriller românesc, „Porțile” (1996). A fost redactor încă de la început la revista ProCinema, unde a scris sute de articole de întâmpinare și despre istoria cinematografului.
Întors la Timișoara, a condus pentru o scurtă perioadă televiziunea Analog și radiourile Analog din Timișoara, Lugoj și Deva. A fost, alături de Robert Șerban, realizatorul a ceea ce Pavel Șușară numea „cea mai bună emisiune culturală românească după Seratele muzicale ale lui Iosif Sava”, "A cincea roata".
E doctor in naratologie si in științe economice. A plecat la București ca producător de publicitate la Tempo Advertising, după care, la scurtă vreme, și-a făcut propria agenție. De numele lui se leagă câteva campanii și branduri românești de succes.

## Activitatea literară

### Biblia pierdută
Mihai Iovănel spune despre Biblia pierdută că este „cel mai bun thriller publicat până acum de un autor român”. George Arion scrie în EVZ.ro  că „Biblia pierdută pare a fi scrisă de un om al Renașterii, având informații vaste din toate domeniile, dar și știința de a construi un thriller. Cu un ritm palpitant, cu multe răsturnări de situație, acest roman poate deveni un bestseller internațional”,
Volumul “Biblia pierdută”, de Igor Bergler, s-a vândut în peste 100.000 de exemplare, la un an de la lansare, devenind astfel cea mai vândută carte de ficțiune a unui autor român din ultimii 20 de ani.. La sfârșitul anului 2018 a depășit 200.000 de exemplare vândute în România și e pe lista de bestselleruri în fostele țări Sovietice - Ucraina, Rusia, etc, în țările fostei Iugoslavii și în Italia. Urmează să apară la prestigioasele grupuri Penguin-Random House în Spania și Planeta în Franța.
Romanul face parte din seria "Charles Baker". A fost prima carte care a depășit 10.000 de exemplare precomandate în România. De asemenea, primul weekend în librării a consemnat vânzări de 3200 de exemplare. A fost cartea Târgului Gaudeamus, votată de cei 125.000 de vizitatori drept „cea mai râvnită” și a atins 1.600 de exemplare vândute în patru zile la același târg. A fost preluată de una dintre cele mai mari agenții literare din lume, Trident Media Group, și a figurat pe „hot listul” acesteia la cel mai important târg de vânzare a drepturilor de autor de pe mapamond, London Book Fest. 
Până în prezent (februarie 2018), Biblia pierdută a fost vândută în peste 30 de țări, de fiecare dată la unele dintre cele mai importante edituri din fiecare țară. Dintre acestea, cea care îl încântă cel mai mult pe autor, după propriile-i declarații, este LA NAVE DI TESEO - editură înființată de Umberto Eco . Editia in limba spaniola a fost pub licata de cel mai mare grup editorial din lume, Penguin Random House.Spaia 
Testamentul lui Abraham
Al doilea roman al lui Igor Bergler are un succes comparabil cu primul. Mai mult, l-a depășit pe acesta la numărul de exemplare vândute . A depășit 300.000 de exemplare.
Testamentul lui Abraham este un prequel la Biblia pierdută.
Iată un citat de prezentare de pe coperta a patra:
"Un scandal cu prostituate la summitul Americilor de la Cartagena. Un atentat la viața președintelui Statelor Unite. O bibliotecă dispărută de 2.000 de ani. O organizație secretă. Și încă una. O lungă istorie de papi mincinoși. Criminali de război. Un oraș legendar. Agenți cu identități multiple. O bestie numită “El Diablo”. Și toate numele sale. Doar simpla ei apariție te face să încărunțești pe loc. Un asasin plătit care îl știe pe dinafară pe Borges. Zece manuscrise dispărute care reapar brusc. Și codurile complicate ascunse în ele. Un uriaș și un pitic. Și un festin roman. Un basilisc și un șarpe cu pene. O femeie fatală. Un polițist care nu poate uita niciodată nimic. Un psihiatru care crede că 240 de călugări franciscani îi locuiesc creierul. Un om cu părul portocaliu. O poveste cu sclavi. Și cu președintele lor. Oameni obișnuiți prinși în întâmplări neobișnuite. Un trecut care devine pentru câteva clipe prezent, doar pentru a dispărea din nou pentru totdeauna. Cervantes și Eco și Borges. Și peste toate astea cărțile. Toate cărțile."
Noua carte eveniment a lui Igor Bergler.
Un roman care te va bântui multă vreme după ce l-ai terminat.
6 povești cu draci
6 povești cu draci, ce a fost publicată în 21 aprilie 2019, o colecție de povestiri pline de umor, inteligență și farmec, își amețesc cititorul prin bogăția referințelor culturale, adesea parodice.
Aceasta este cea mai vândută carte de proză scurtă din istoria contemporană a României.

### Alte lucrări
In toamna anului 2020 era progamată să apară  Minciuna lui Michelangelo, prima parte ( Catedrala în flăcări), al treilea volum din seria Charles Baker. Cartea a apărut cu un an întârziere din cauza pandemiei de Covid-19, în septembrie 2021. Continuarea, intitulată inițial Profeți și sibile, a fost publicată în 2024, cu titlu modificat: Templul umbrelor. În același an, a publicat thriller-ul Apocalipsa după Charles, care nu face parte din seria Charles Baker. 
De asemenea, sunt anunțate pentru anii următori
- - „Târfa Babilonului”, din seria Charles Baker.
  - „Cocoașa pierdută a lui Richard al III-lea”, din seria Charles Baker.
  - „Un ansamblu cam porcos”.
  - „Perplexitate”.